# Battaglia di Akatsuka
La battaglia di Akatsuka (赤塚の戦い?, Akatsuka no tatakai) avvenne in Giappone nel 1552. Dopo la morte di Oda Nobuhide e la successione a leader del clan Oda di Oda Nobunaga, il clan Yamaguchi, anziano servitore degli Oda, si ribellò e si alleò agli Imagawa.
Il clan Yamaguchi era guidato da Noritsugu e da suo figlio Noriyoshi. Gli Yamaguchi costruirono degli avamposti a Kasadera e Nakamura a sostegno del castello di Narumi e contavano anche sul supporto del clan Imagawa di Suruga, nemico giurato degli Oda. Nobunaga lasciò il castello di Nagoya con solo 800 soldati. Gli Yamaguchi, ne avevano quasi il doppio, circa 1 500 e si affrontarono nei pressi di Akatsuka. Il combattimento, iniziato con uno scambio di frecce, divenne presto un furioso e violento scontro corpo a corpo ma nessuno dei due clan riuscì a prevalere sull'altro.